# Bacalhau à Brás

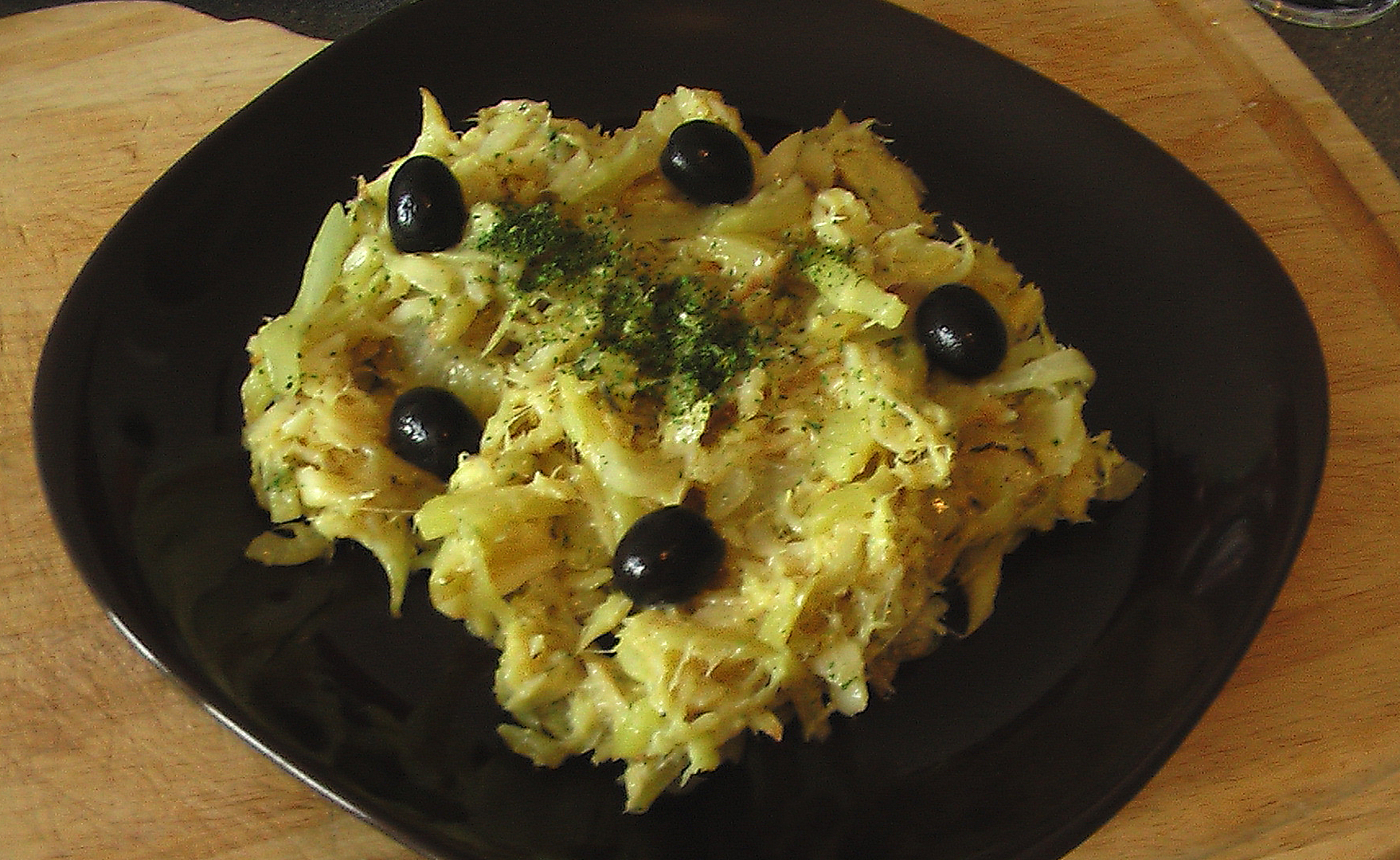
Bacalhau à Brás

Bacalhau à Brás (portugisiskt uttal: [bɐkɐˈʎawˈaˈbɾaʃ]) eller Bacalhau à Braz är en traditionell portugisisk maträtt av bacalhau (torkad, saltad torsk), tändstickspotatis, tunt skivad lök, olivolja, äggröra, oliver och hackad persilja. Rätten är mycket populär i Portugal och Macau.
Bacalhau à Brás skapades i slutet av 1800-talet av en krögare vid namn Brás (äldre stavning: Braz) i stadsdelen Bairro Alto, i Lissabon. 
Rätten är populär även i Spanien under namn som Revuelto de bacalao a la Portuguesa eller Bacalao dorado.